# Z2 (automotrice)
Pour les articles homonymes, voir Z2.
Ne doit pas être confondu avec Z 2N (automotrice à deux niveaux) ou Z 92050.
,,
La Z2 est un type d'automotrices électriques de la SNCF apte à 160 km/h, à deux caisses, pour le service omnibus ou express pour assurer une continuité de qualité de service avec les premiers TGV, construite selon les séries de 1980 à 1988. Les premiers éléments ont été radiés en décembre 2011. Les CFL en possèdent aussi. Leur retrait par les CFL s'effectue en avril 2025 et 20 d'entre elles sont acquises par une entreprise ferroviaire roumaine. 

## Origine du programme

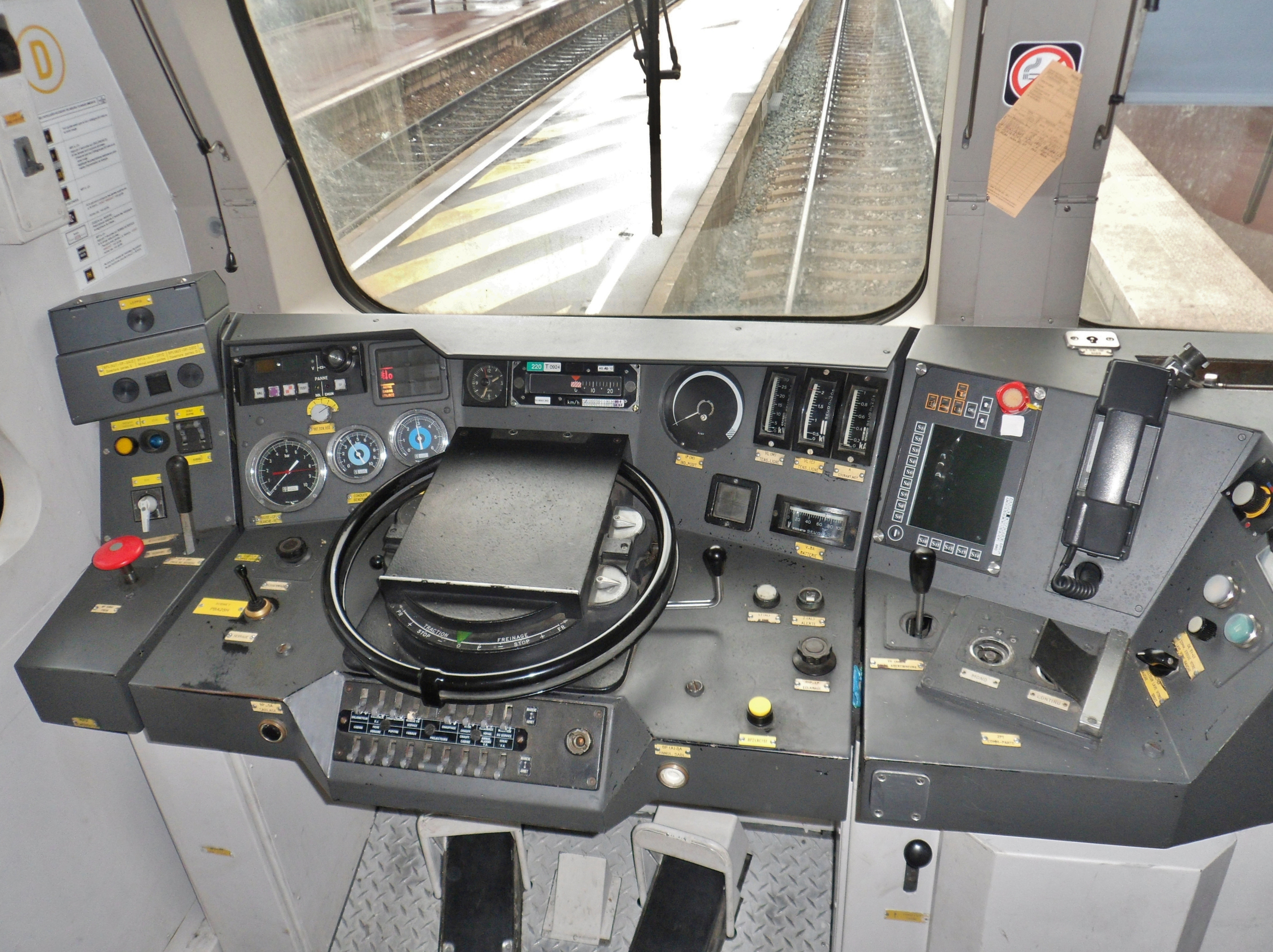
La cabine de conduite.

Au milieu des années 1970, les électrifications de lignes de chemin de fer sont nombreuses, surtout dans la moitié sud de la France. Dans le même temps et dans la région Sud-Ouest de la SNCF, le parc des Z 4100 et Z 4400 doit être remplacé au plus vite. Au Sud-Est, à partir de 1981, la mise en circulation des rame de TGV Sud-Est impose que, sur les lignes électrifiées en correspondance avec la nouvelle ligne à grande vitesse, circulent des automotrices dont le niveau de confort se rapproche de celui du TGV.
La cahier des charges établi par la SNCF prévoit donc un matériel proposant les caractéristiques suivantes :
- automotrice électrique à deux caisses, une motrice et une remorque en composition indéformable avec possibilité de couplage entre trois, voire quatre éléments par dérogation ;
- vitesse maximale en service commercial : 160 km/h ;
- trois possibilités d'équipements électriques : monocourant à courant continu 1 500 V, monocourant à courant alternatif monophasé 25 kV 50 Hz, bicourant combinant les deux équipements précédents ; les équipements électriques sont statiques ;
- deux niveaux d'aménagements intérieurs : omnibus et express, cette seconde version proposant davantage de places en première classe avec des tablettes fixées aux dossiers des sièges. Dans les deux cas, la capacité maximale des Z2 est de 159 places.

## Caractéristiques et aménagements

### Caractéristiques techniques
Les automotrices finalement construites sont conformes au cahier des charges initial, exception faite des équipements de courant continu qui, pour des raisons de coût, ne font pas appel à des hacheurs, mais utilisent des contacteurs proches de ceux utilisés sur les Z 5300 livrées entre 1965 et 1975.
On distingue les séries suivantes :
- versions monocourant continu 1,5 kV :
  - Z 7300 ou Z 97300, version omnibus (tous les sièges en vis-à-vis)
  - Z 7500, version express (tablettes au dos des sièges et plus de places de 1re classe)
- versions bicourant continu 1,5 kV / monophasé 25 kV 50 Hz :
  - Z 9500 ou Z 99500, version express
  - Z 9600, version omnibus
- versions monocourant monophasé 25 kV 50 Hz (cette version remplace le projet Z1 proposé à la SNCF par ANF :
  - Z 11500, version omnibus
  - Les CFL possèdent également des Z2 monophasées similaires aux Z 11500, numérotées dans la série 2000.

Les Z 11500 se distinguent par leur puissance de 1200 kW et la masse en ordre de marche de leur motrice de seulement 60 tonnes.
Les remorques SNCF se différencient par un numéro précédé d'un 1 : ZR 17300 pour une Z 7300 et ZR 111500 pour une Z 11500.

### Livrée et aménagements intérieurs
Au moment de leur livraison, les Z2 arborent une livrée inédite à la SNCF : extrémités rouge vermillon et entourage des baies gris, faces latérales bleu foncé avec portes rouges, bas de caisse et toiture gris. Un liseré jaune en limite de toiture matérialise l'espace réservé à la première classe. La région Languedoc-Roussillon choisit pour ses deux Z2 une livrée spécifique à base de blanc et de bandeaux de couleur bleu, vert et orange.
À partir de 1988, la SNCF propose aux régions qui souhaitent personnaliser la livrée des matériels dont elles ont désormais la gestion quatre livrées. Extrémités, portes et ceinture des baies peuvent être bleu Isabelle, jaune Lithos, vert Perroquet ou rouge vermillon ; dans tous les cas, les faces latérales sont blanc grisâtre, bas de caisse et toiture gris foncé.
À partir de 2000, les Z2 rénovées adoptent une livrée unifiée TER : faces latérales gris métallisé avec un bandeau bleu en haut de caisse et un bandeau gris foncé en entourage des baies. Les extrémités sont bleues.

Livrées des Z2.
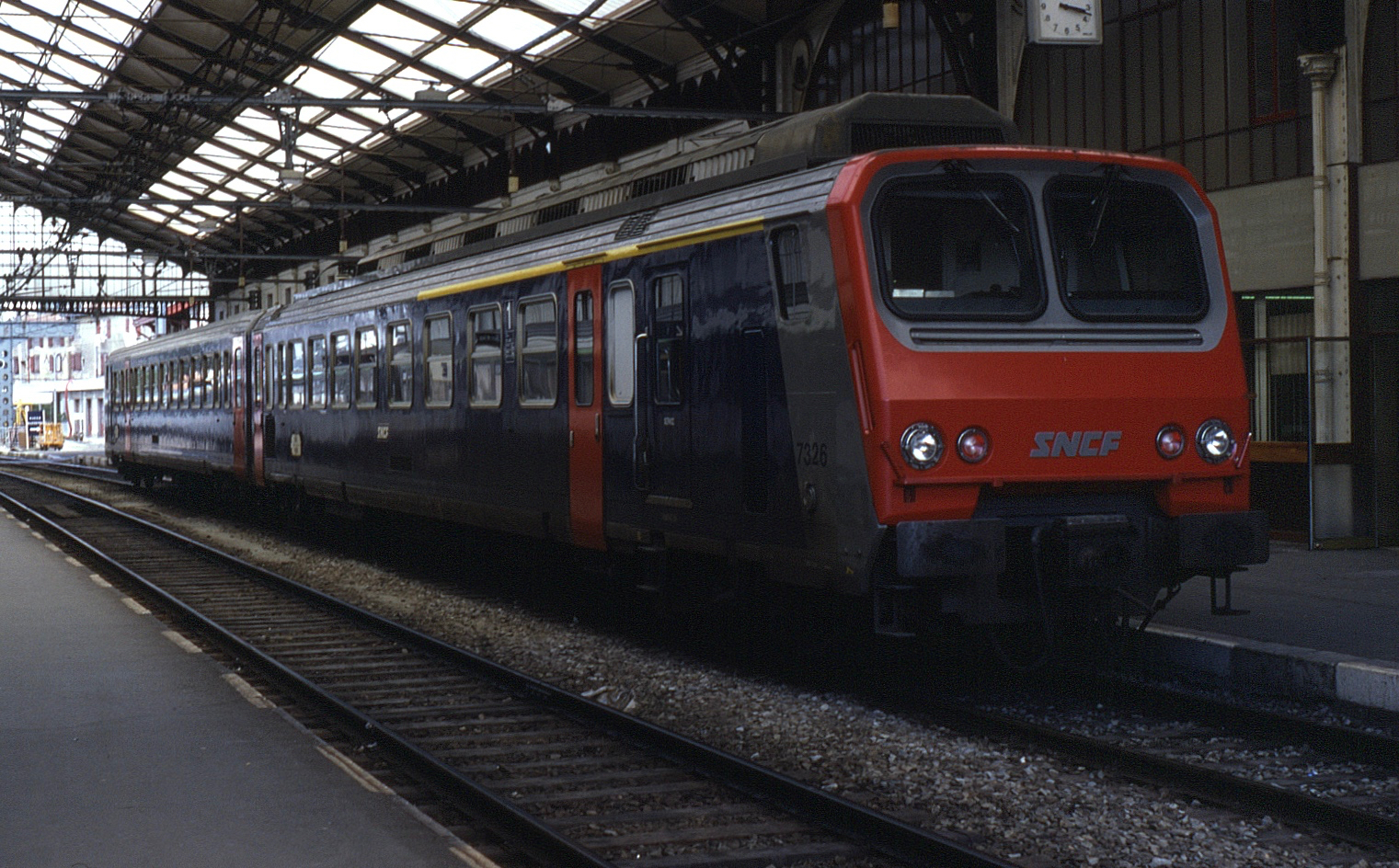
La Z 7326, en livrée d'origine.
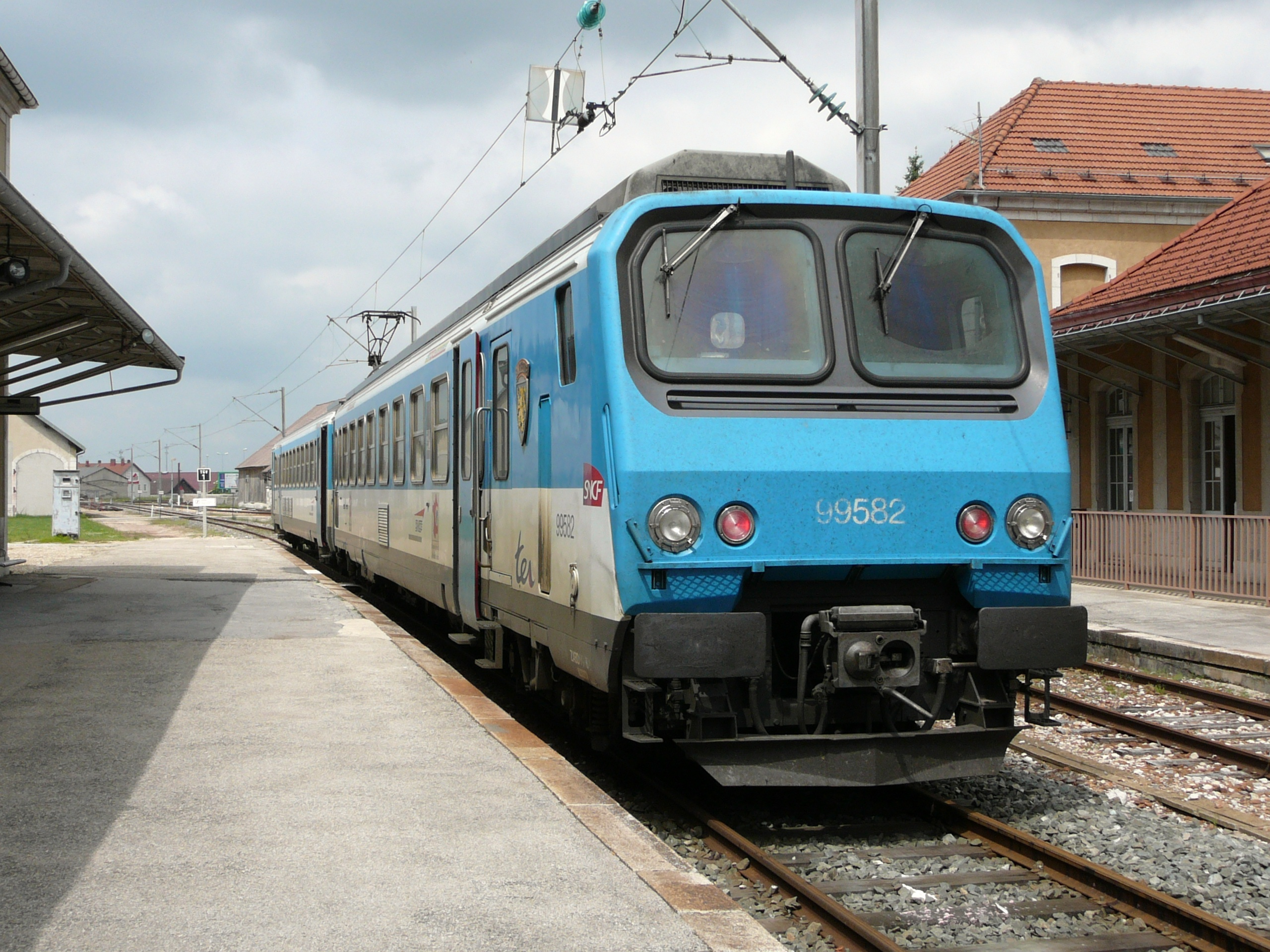
La Z 9582, en livrée bleu Isabelle.
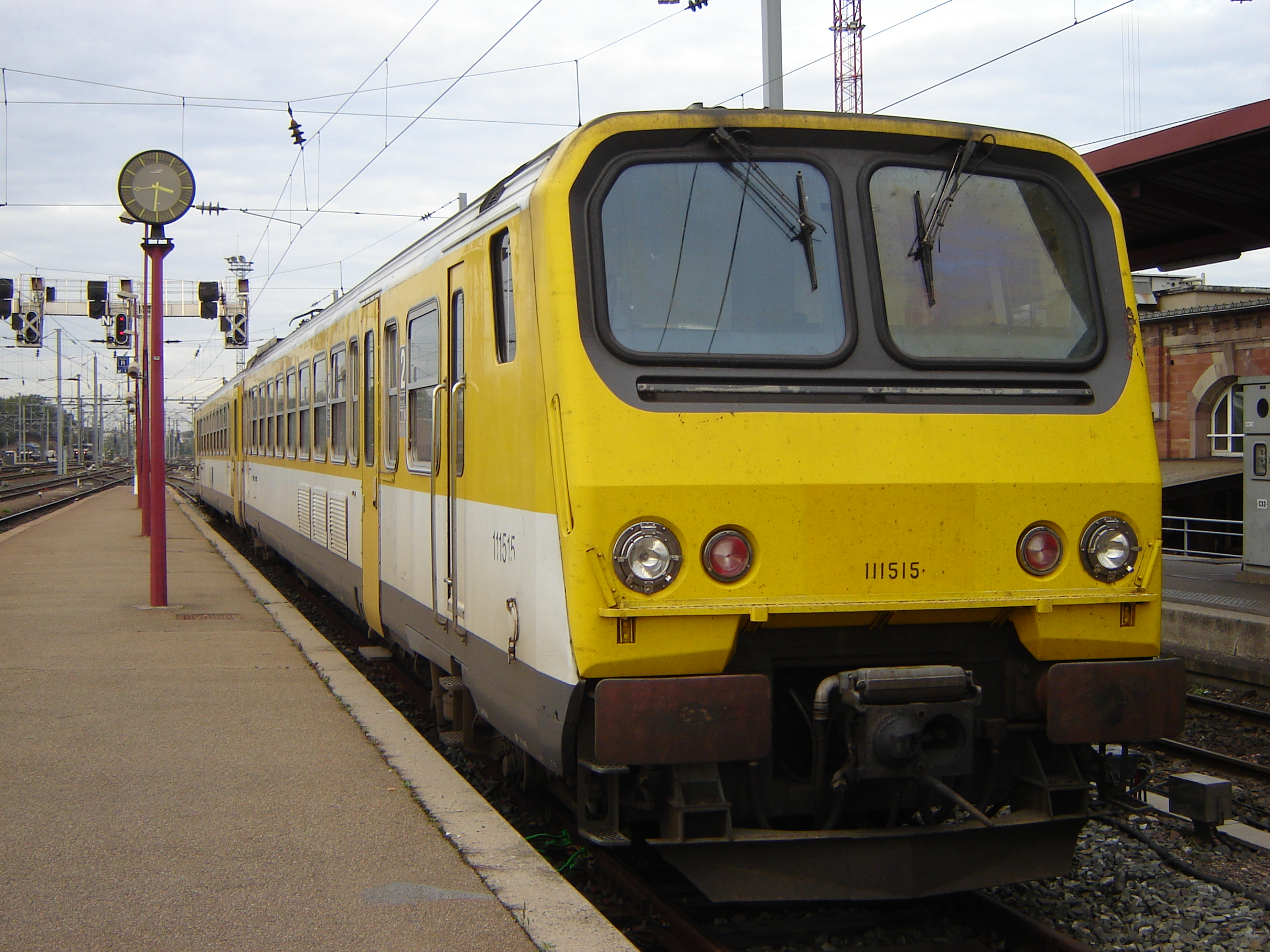
La Z 11515, en livrée jaune Lithos.
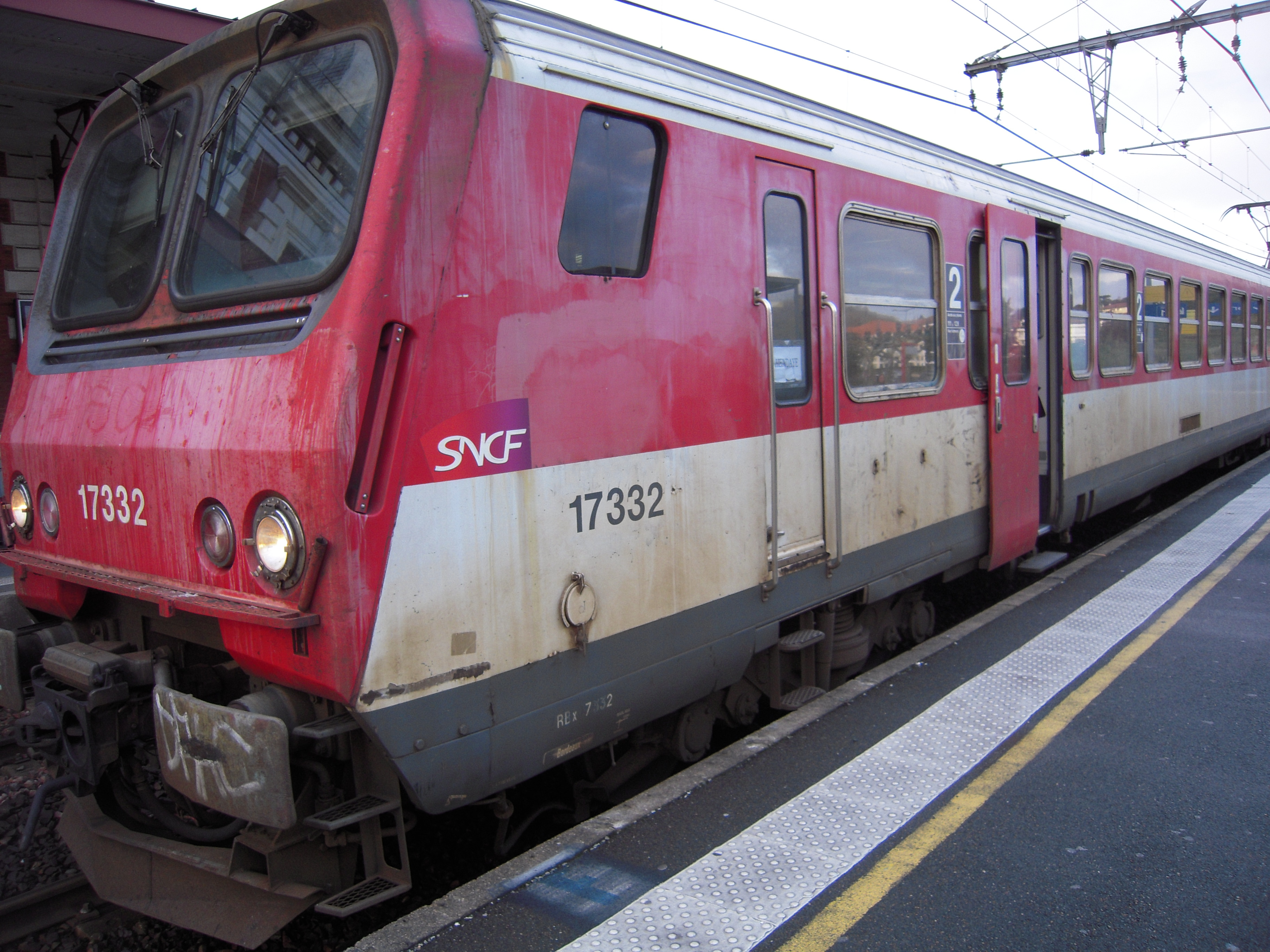
La Z 7332, en livrée rouge vermillon.
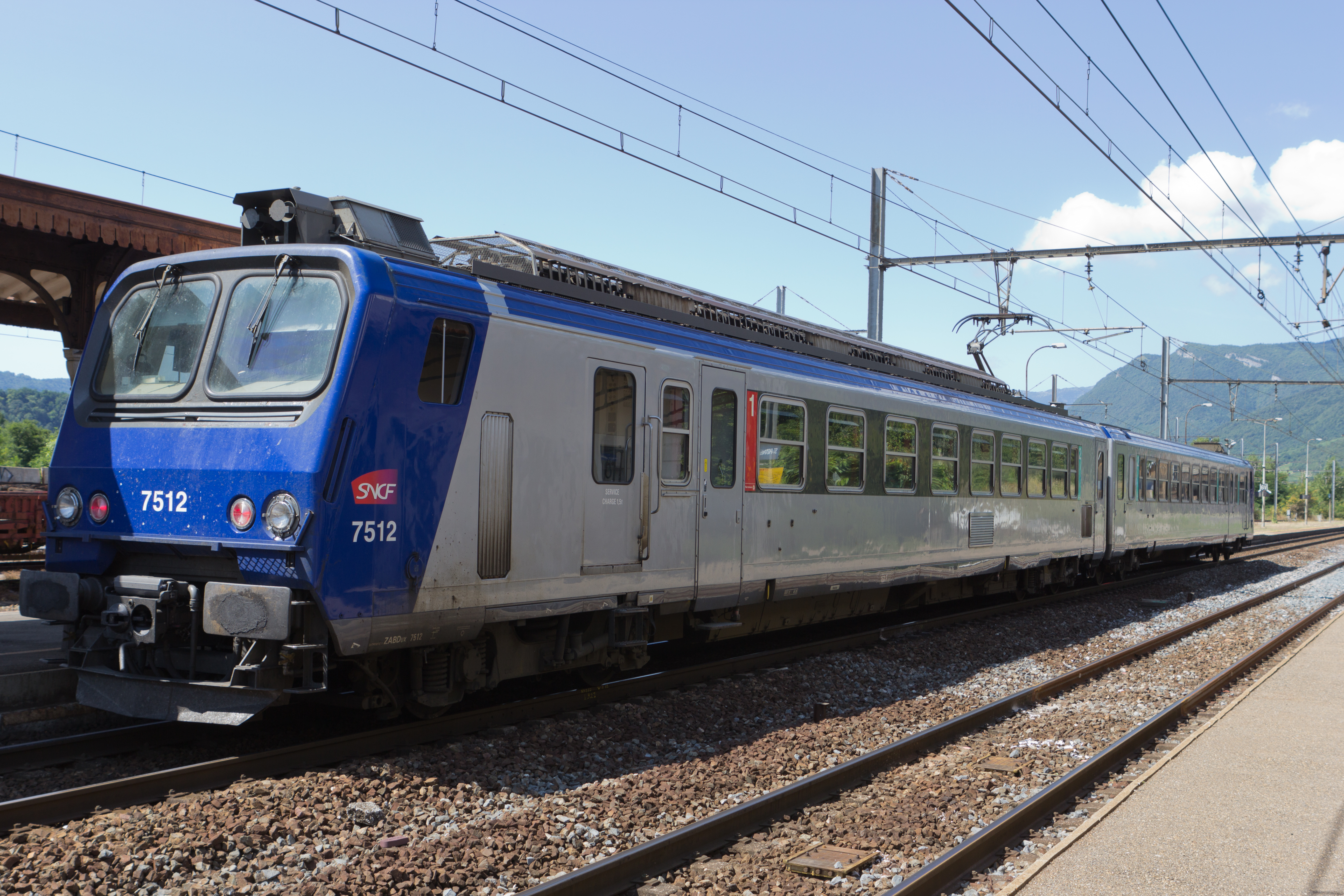
La Z 7512, en livrée TER.

## Galerie d'images

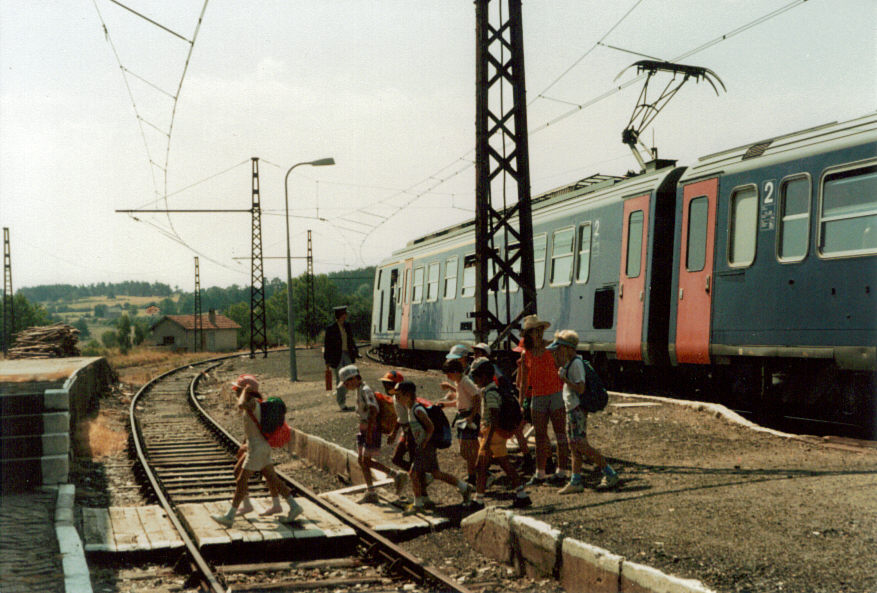
La Z 7300 Neussargues-Béziers à Loubaresse (Cantal).
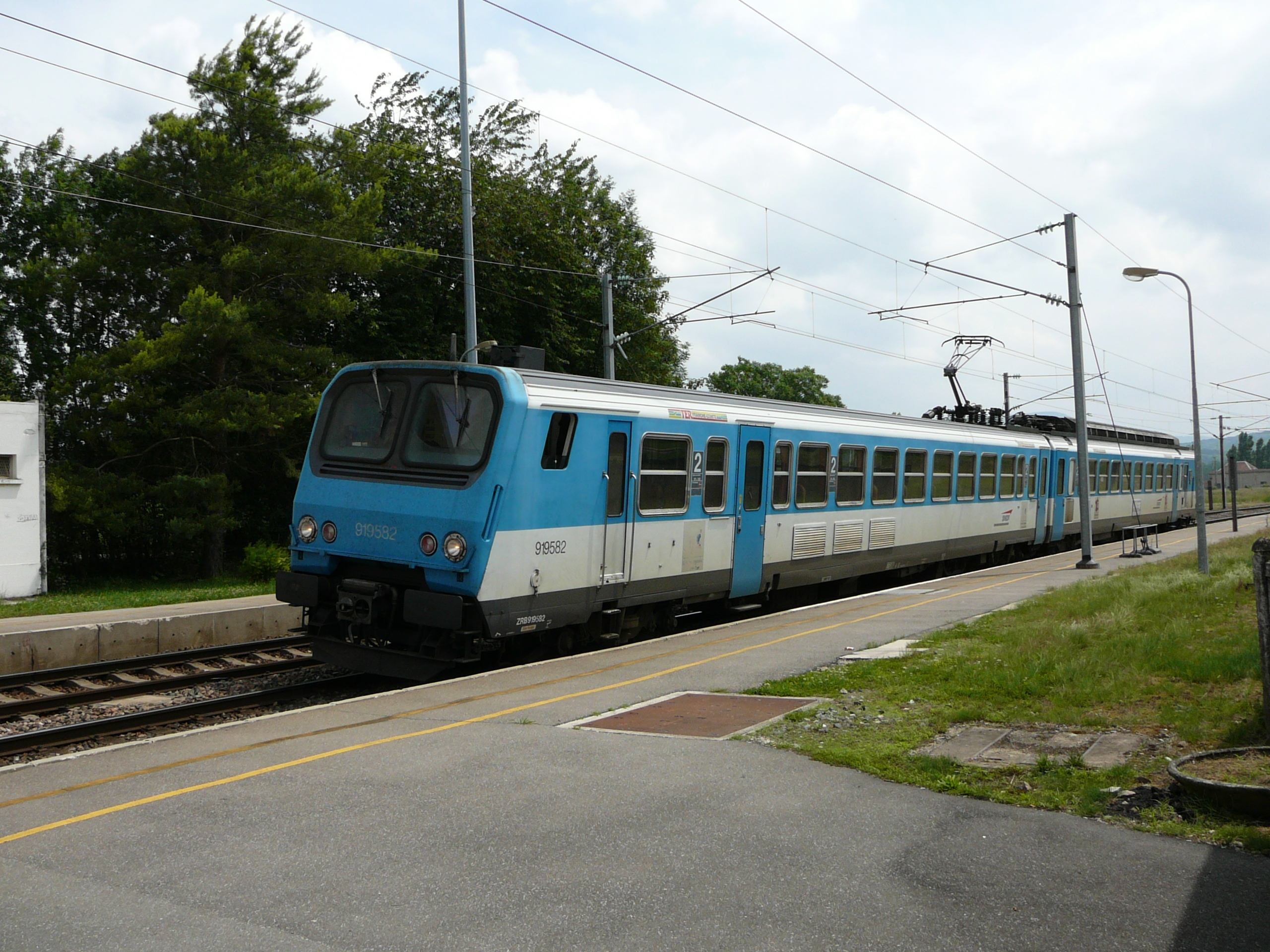
la Z 99582 Pontarlier-Dole à Arc-et-Senans (Doubs).
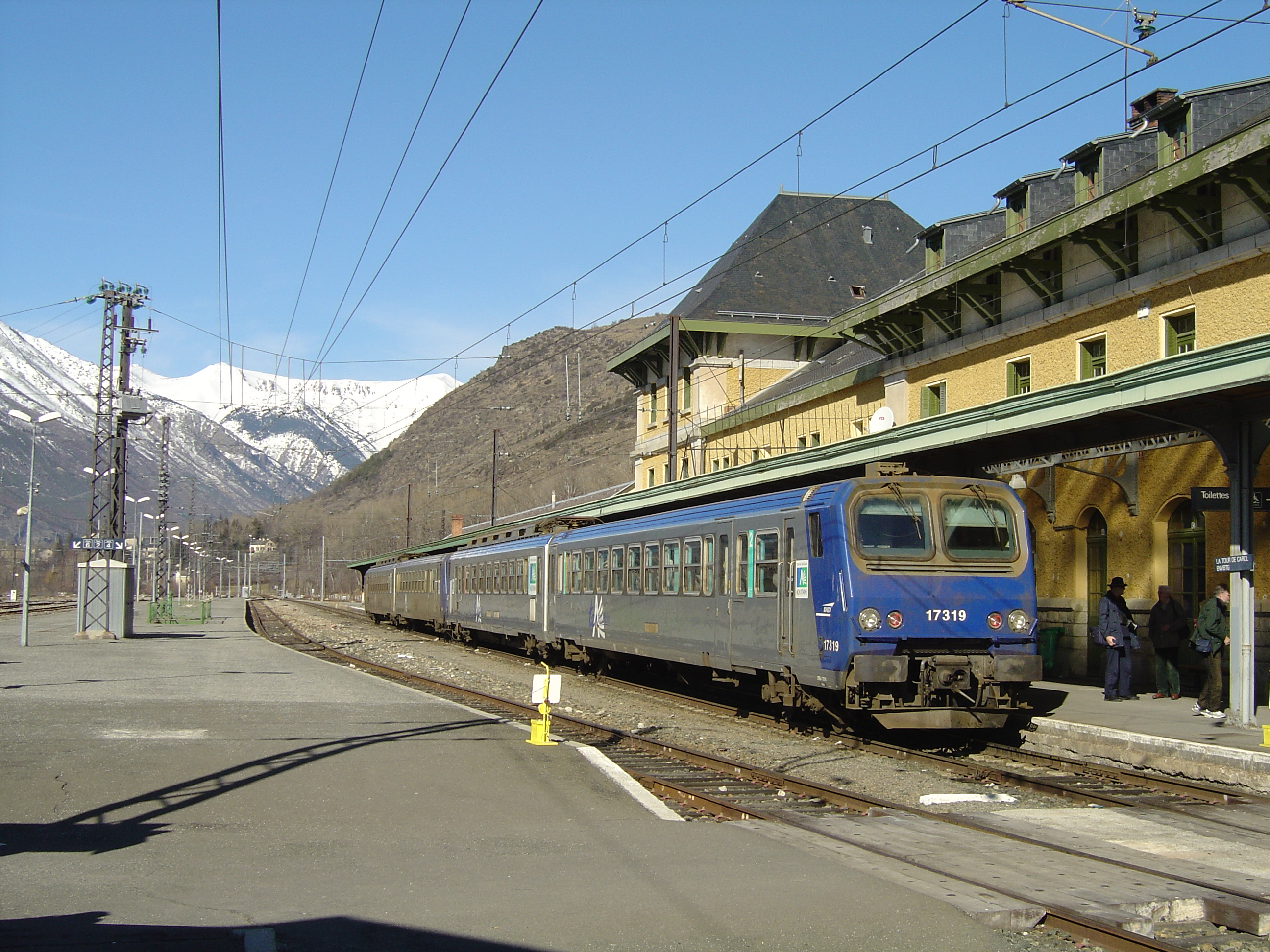
La Z 7319 en UM en gare de Latour-de-Carol-Enveitg.
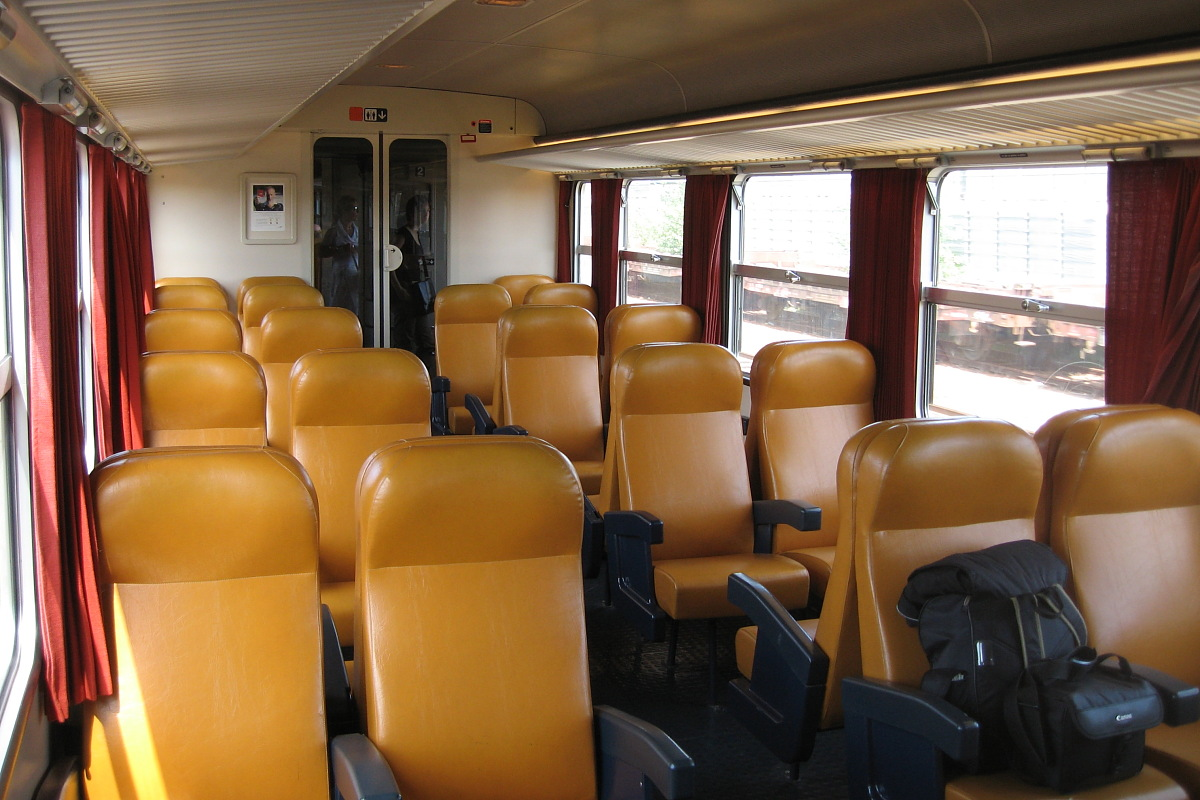
L'Intérieur d'une Z 9600 d'origine (caisse ABD). Les Z 7300 ont un aménagement intérieur identique, omnibus.
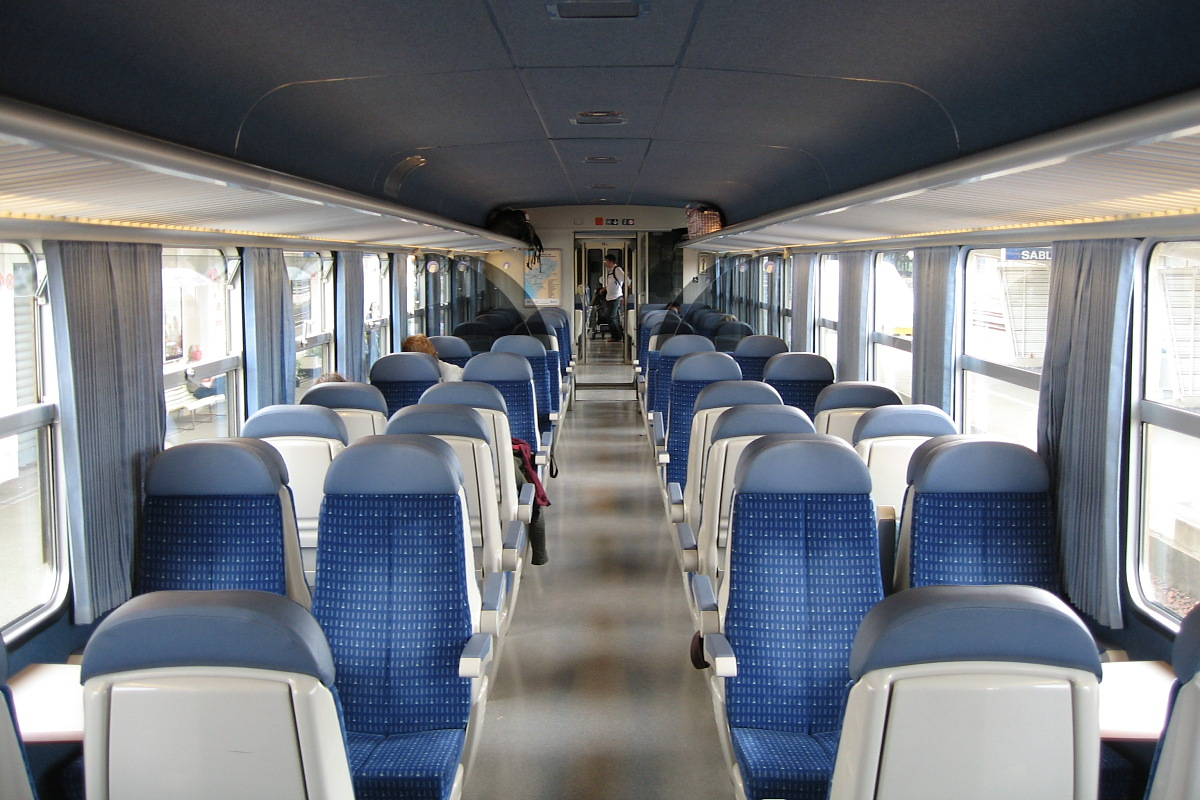
L'Intérieur d'une Z 9600 rénovée.
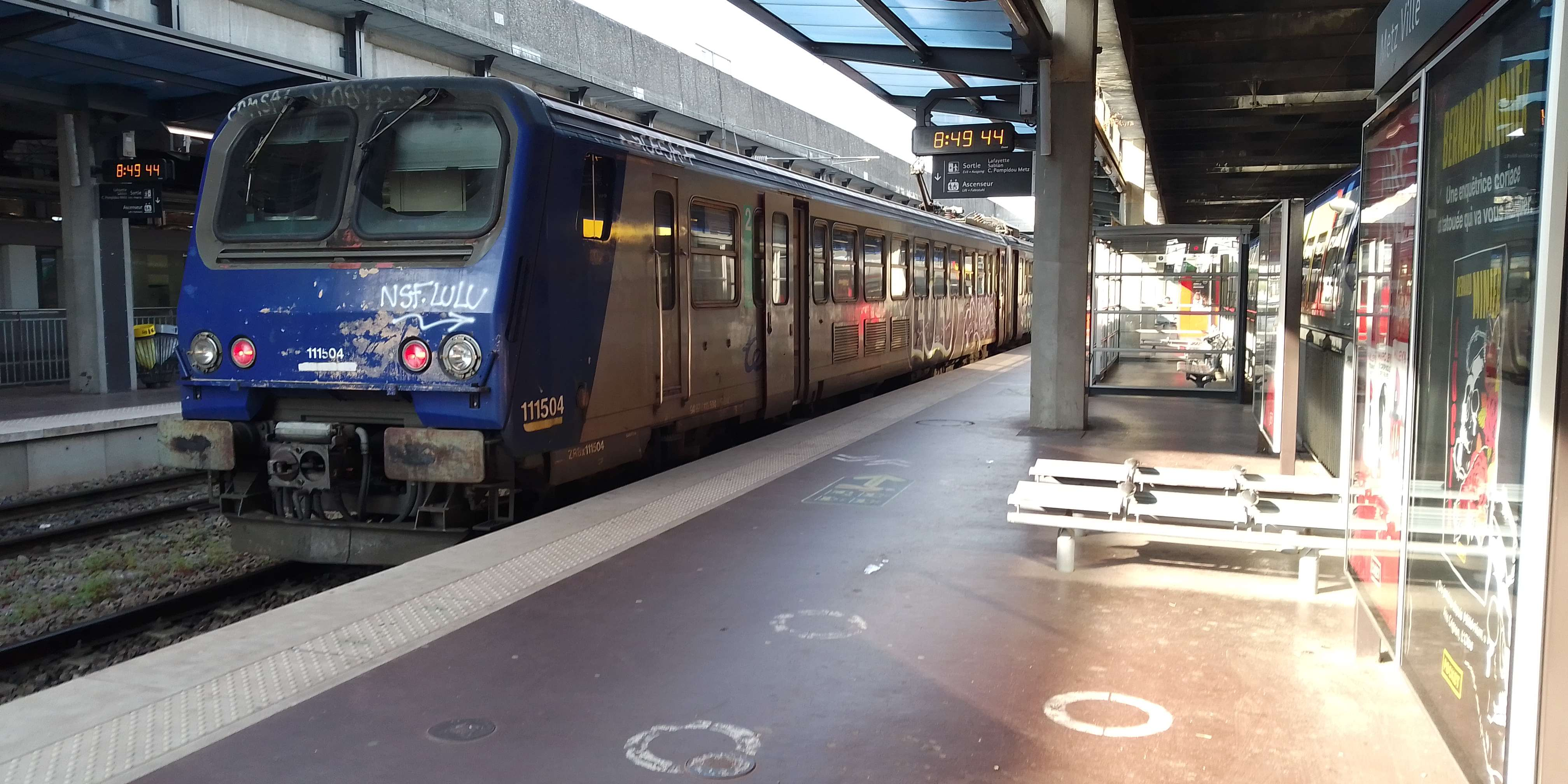
La Z11504 à Metz-Ville

## Modélisme
- Cette automotrice a été reproduite en HO par la firme Jouef en Z 9500.
- Elle a aussi été reproduite par Piko dans la plupart de ses livrées.